# Camellia gauchowensis
Camellia gauchowensis är en tvåhjärtbladig växtart som beskrevs av Ho Tseng Chang. Camellia gauchowensis ingår i släktet Camellia och familjen Theaceae. Inga underarter finns listade i Catalogue of Life.